# Confignon
Confignon é uma comuna suíça do Cantão de Genebra que fica rodeada por Bernex, Onex, Plan-les-Ouates e Perly-Certoux e é atravessada pelo ribeiro Aire,
Segundo o Departamento Federal de Estatísticas Confignon ocupa uma superfície de 2.77 km2 dos quais metade é habitável, 43 %, e a outra metade é arícula 47 %.
Depois do Tratado de Turim (1816) o Confignon foi reunido com a cantão de Genebra ao mesmo tempo que as Communas reunidas cedidas a Genebra pela França.